# Región Costa Grande
La región de la Costa Grande es una de las siete regiones
que conforman el estado de Guerrero, al suroeste de México.
Se ubica en parte del sur, suroeste y oeste del estado, colindando al norte con la región de Tierra Caliente y parte del estado de Michoacán, al sur con el Océano Pacífico, al oeste con el estado de Michoacán y parte del océano Pacífico, y al este con las regiones de Acapulco y Centro. 
Esta región se distingue por su gran potencial de riquezas naturales como lo son litorales, bosques de pinos, huertas frutales y tierras fértiles. Una de las principales poblaciones de esta región es Zihuatanejo, así como otras situadas alrededor de la costa, éstas cuentan con gran afluencia turística, agro-industrias y huertas de cocoteros.

## Municipios

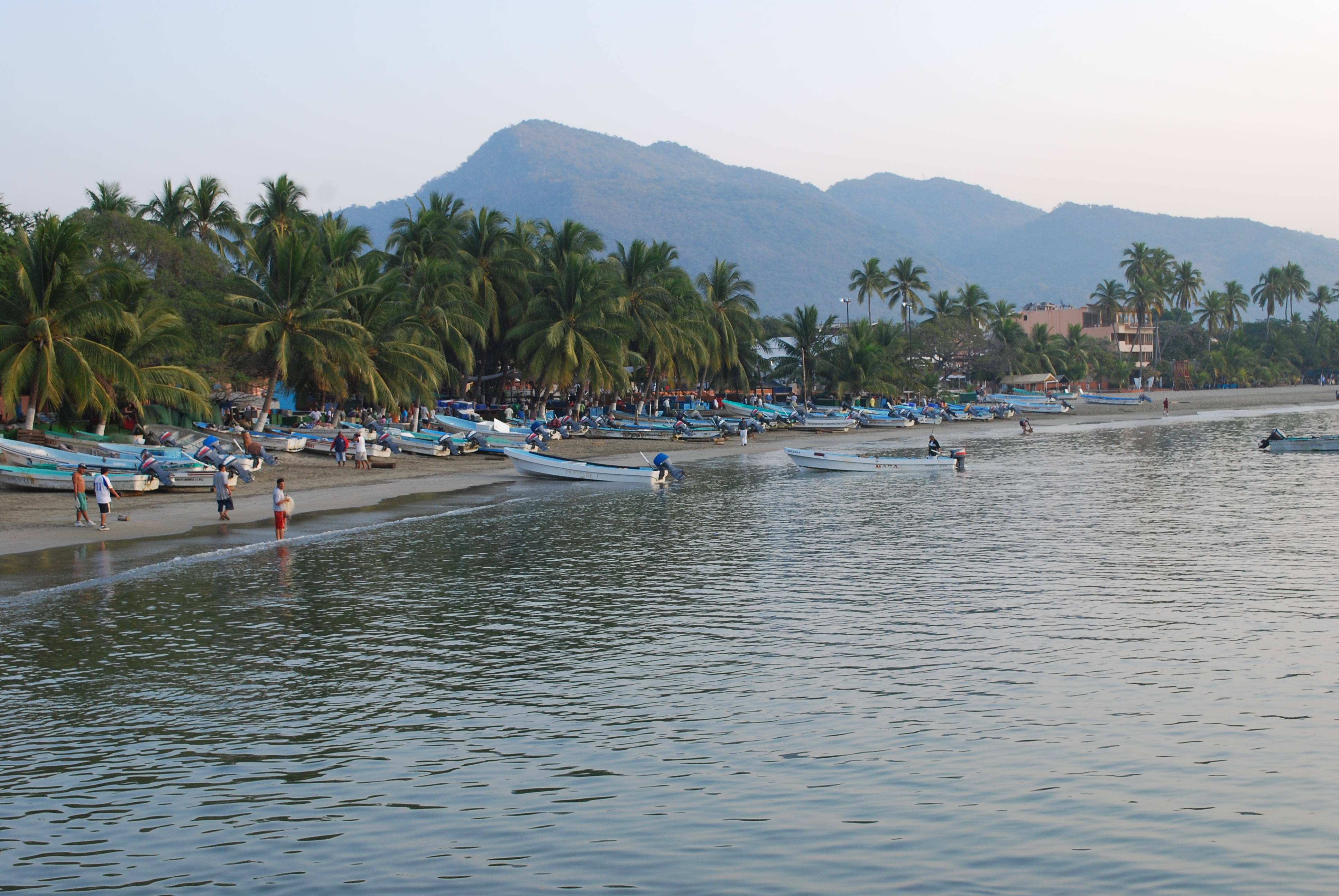
Playa principal en Zihuatanejo.

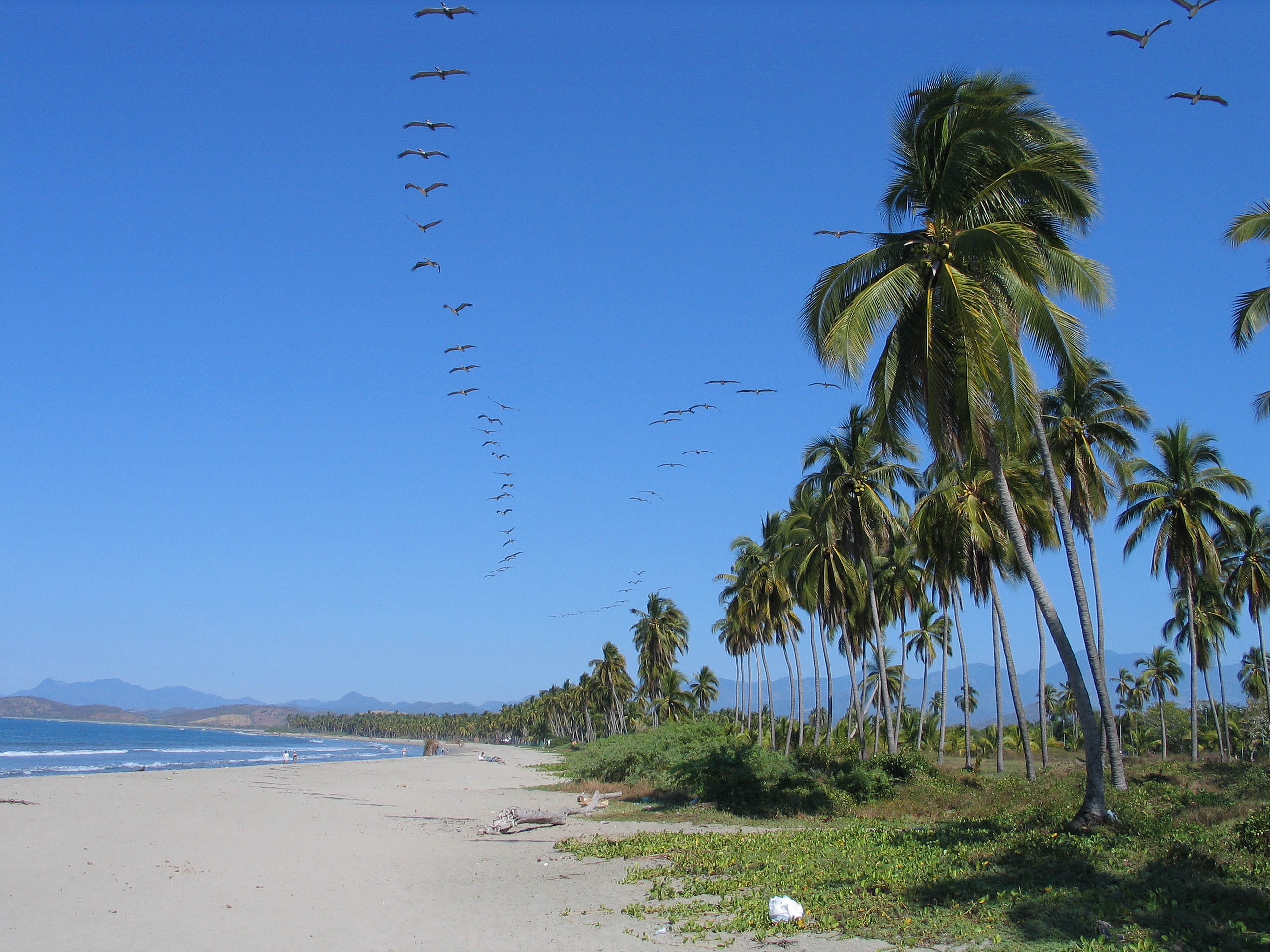
Playa Linda en Ixtapa Zihuatanejo.

La región de la Costa Grande está compuesta por ocho municipios. Su capital regional es la ciudad de Zihuatanejo.
| Municipios de la Región Costa Grande |                                   |                         |
| Clave                                | Municipio                         | Cabecera                |
| 011                                  | Atoyac de Álvarez                 | Atoyac de Álvarez       |
| 014                                  | Benito Juárez                     | San Jerónimo de Juárez  |
| 016                                  | Coahuayutla de José María Izazaga | Coahuayutla de Guerrero |
| 021                                  | Coyuca de Benítez                 | Coyuca de Benítez       |
| 038                                  | Zihuatanejo de Azueta             | Zihuatanejo             |
| 048                                  | Petatlán                          | Petatlán                |
| 057                                  | Técpan de Galeana                 | Técpan de Galeana       |
| 068                                  | La Unión de Isidoro Montes de Oca | La Unión                |